# 7-я гвардейская бомбардировочная авиационная дивизия
7-я гварде́йская бомбардиро́вочная авиацио́нная Севасто́польско-Берли́нская диви́зия — авиационная бомбардировочная дивизия в Великой Отечественной войне.

## История и боевой путь дивизии

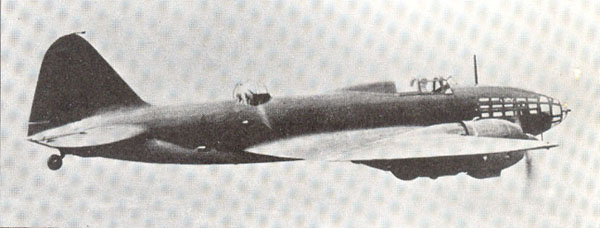
Самолёт Ил-4, состоящий на вооружении гвардейских полков дивизии.

7-я гвардейская бомбардировочная авиационная Севастопольская дивизия сформирована путём переименования из 7-й гвардейской авиационной Севастопольской дивизии дальнего действия 26 декабря 1944 года.
В составе корпуса дивизия участвовала в операциях:
- Висло-Одерская наступательная операция[2]— с 12 января 1945 года по 3 февраля 1945 года.
- Инстербургско-Кенигсбергская операция[2] — с 13 января 1945 года по 27 января 1945 года.
- Будапештская операция[2] — c 17 января 1945 года по 13 февраля 1945 года.
- Восточно-Померанская операция[2] — с 20 февраля 1945 года по 4 апреля 1945 года.
- Верхне-Силезская операция — с 15 марта 1945 года по 31 марта 1945 года.
- Кенигсбергская операция[2] — с 6 апреля 1945 года по 9 апреля 1945 года.
- Штурм Кёнигсберга[3] — 7 апреля 1945 года
- Берлинская операция — с 16 апреля 1945 года по 8 мая 1945 года.

### В действующей армии
В составе действующей армии дивизия находилась с 26 декабря 1944 года по 9 мая 1945 года.
После окончания войны дивизия входила в состав 2-го гвардейского бомбардировочного авиационного корпуса. В апреле 1946 года дивизия расформирована.

## Части и отдельные подразделения дивизии
За весь период своего существования боевой состав дивизии оставался постоянным:
| Период                      | Наименование                                        | Вооружение                                                               |
| --------------------------- | --------------------------------------------------- | ------------------------------------------------------------------------ |
| 26.12.1944 — 21.12.1945 г.  | 9-й гвардейский бомбардировочный авиационный полк   | Ил-4, переименован в 184-й гвардейский бомбардировочный авиационный полк |
| 26.12.1944 — 21.12.1945 г.  | 21-й гвардейский авиационный полк дальнего действия | Ил-4, переименован в 184-й гвардейский бомбардировочный авиационный полк |
| 01.04.1944 — 01.04.1946 г.. | 328-й бомбардировочный авиационный полк             | Ер-2, расформирован                                                      |
| 21.12.1945 — 01.04.1946 г.  | 184-й гвардейский бомбардировочный авиационный полк | Ил-4, передан во 2-ю гв. бад                                             |
| 21.12.1945 — 01.04.1946 г.  | 185-й гвардейский бомбардировочный авиационный полк | Ил-4, передан во 13-ю гв. бад                                            |

## В составе объединений
| Дата          | Армия (командование)                | Корпус (армия)                                      |
| ------------- | ----------------------------------- | --------------------------------------------------- |
| 26.12.1944 г. | 18-я воздушная армия                | 2-й гвардейский бомбардировочный авиационный корпус |
| 09.05.1945 г. | 18-я воздушная армия                | 2-й гвардейский бомбардировочный авиационный корпус |
| 10.06.1945 г. | 18-я воздушная армия                | 2-й гвардейский бомбардировочный авиационный корпус |
| 01.04.1946 г. | 2-я воздушная армия дальней авиации | 2-й гвардейский бомбардировочный авиационный корпус |

## Командир дивизии
| Звание                | Имя                      | Период                                  | Примечание |
| --------------------- | ------------------------ | --------------------------------------- | ---------- |
| Генерал-майор авиации | Широкий Феофан Сергеевич | 26 декабря 1944 года — апрель 1946 года |            |

## Награды
- 20-й гвардейский бомбардировочный авиационный Севастопольский полк за образцовое выполнение заданий командования в боях при овладении столицей Германии городом Берлин Указом Президиума Верховного Совета СССР награждён орденом «Суворова III степени».

## Почётные наименования
- 7-й гвардейской бомбардировочной авиационной Севастопольской дивизии за отличие в боях при разгроме берлинской группы немецких войск и овладением столицы Германии городом Берлин — центром немецкого империализма и очагом немецкой агрессии 11 июня 1945 года присвоено почётное наименование «Берлинская»[6][7].
- 9-му гвардейскому бомбардировочному авиационному Полтавскому Краснознамённому полку присвоено почётное наименование «Берлинский»[6][7].
- 21-му гвардейскому бомбардировочному авиационному Кировоградскому Краснознамённому полку 5 апреля 1945 года за отличие в боях при разгроме окруженной группировки противника в Будапеште и овладении столицей Венгрии городом Будапешт — стратегически важным узлом обороны немцев на путях к Вене присвоено почётное наименование «Будапештский»[8][9].

## Благодарности Верховного Главнокомандующего
Воинам дивизии объявлены благодарности Верховного Главнокомандующего:
- За отличие в боях при овладении городом и крепостью Гданьск — важнейшим портом и первоклассной военно-морской базой немцев на Балтийском море[10].
- За отличие в боях при овладении крепостью и главным городом Восточной Пруссии Кенигсберг — стратегически важным узлом обороны немцев на Балтийском море[11].
- За отличие в боях при овладении городами Франкфурт-на-Одере, Вандлитц, Ораниенбург, Биркенвердер, Геннигсдорф, Панков, Фридрихсфелъде, Карлсхорст, Кепеник и вступление в столицу Германии город Берлин[12].

## Герои Советского Союза
- Маслов, Владимир Александрович, гвардии майор, заместитель командира 9-го гвардейского бомбардировочного авиационного полка.